# Beniamino Giribaldi

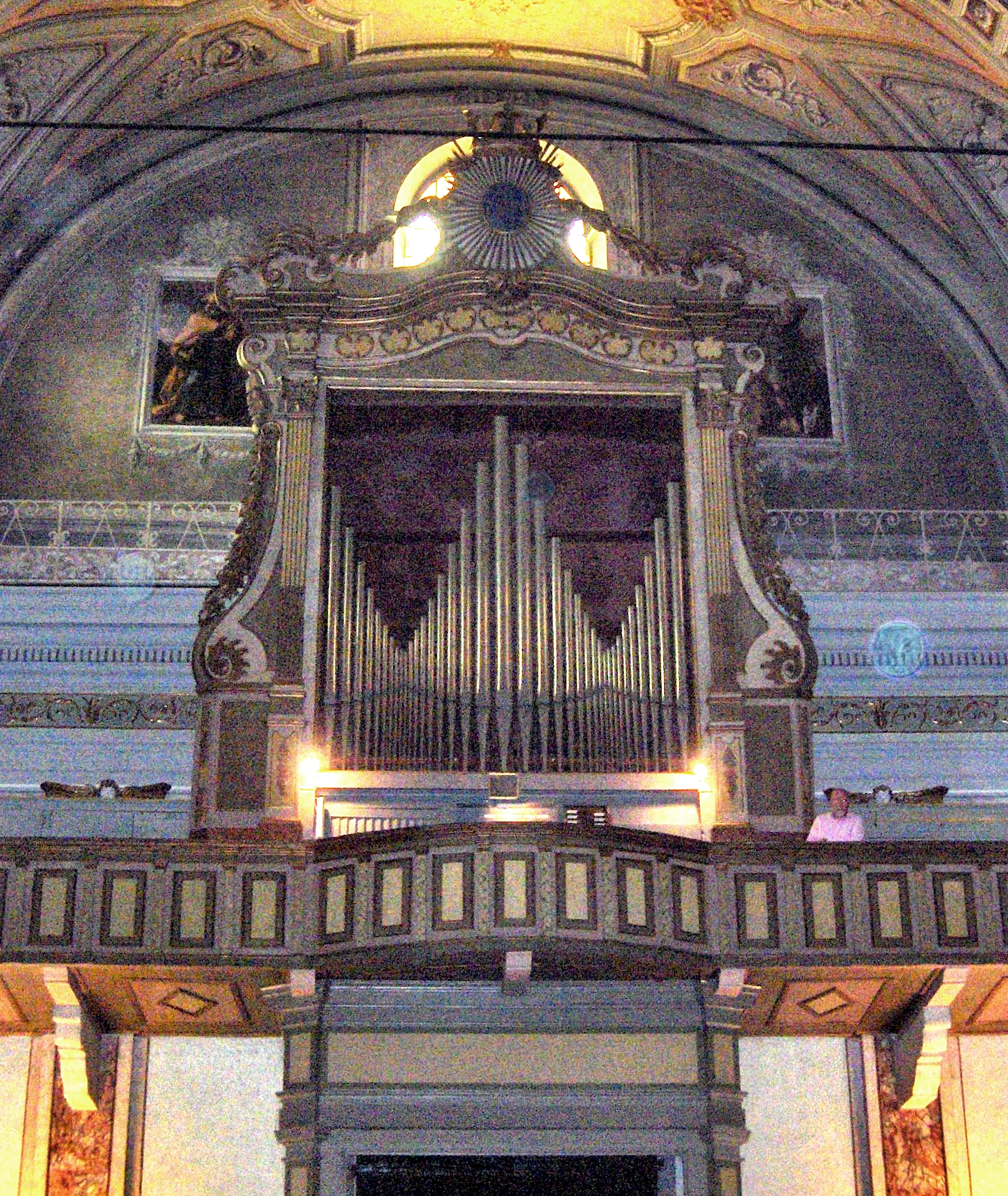
L'organo della chiesa dei Santi Giacomo e Filippo a Taggia.

Beniamino Giribaldi (Imperia, 10 gennaio 1942 – Imperia, 27 agosto 2021) è stato un organaro italiano.

## Biografia
Nato nel 1942, Beniamino Giribaldi iniziò gli studi presso l'organaro Celestino Gandolfo. Successivamente lavorò a Pedemonte, nel laboratorio di Barthélemy Formentelli, dal quale apprese le metodologie relative al restauro filologico degli organi antichi.
Dopo queste esperienze Giribaldi si concentrò sugli organi toscani della famiglia Agati, presenti in buon numero nel ponente ligure, approfondendo lo studio sull'estetica e sulle misure delle canne.
Fondatore della bottega organaria "Fiffaro", Giribaldi ha realizzato ex novo alcuni strumenti e ha effettuato numerosi interventi di restauro su organi antichi.

## Elenco dei lavori di Beniamino Giribaldi
Di seguito un elenco, non esaustivo, dei lavori effettuati da Beniamino Giribaldi:
- Imperia, convento di Santa Chiara, restauro dell'organo Nicomede Agati nel 1840.
- Ventimiglia, chiesa di Sant'Antonio Abate, restauro dell'organo Nicomede Agati del 1845.
- Taggia, chiesa dei Santi Giacomo e Filippo, restauro dell'organo Giosuè Agati del 1839.
- Perinaldo, chiesa di San Nicolò, restauro dell'organo Giosuè Agati del 1829.
- Villatalla, chiesa parrocchiale, restauro dell'organo Giosuè Agati del 1831.
- Airole, chiesa dei Santi Filippo e Giacomo, restauro dell'organo Carlo Giuliani del 1837.
- Rocchetta Nervina, chiesa di Santo Stefano, restauro dell'organo Lorenzo Paoli del 1893.
- Taggia, oratorio di San Sebastiano, restauro dell'organo Fratelli Lingiardi del 1853.
- Aquila d'Arroscia, chiesa di Santa Reparata, restauro dell'organo Fratelli Lingiardi del 1874.
- Alassio, santuario di Nostra Signora della Guardia, organo realizzato ex novo.
- Imperia, chiesa di San Biagio, restauro dell'organo Giuseppe Inzoli del 1938.
- Pairola, chiesa della Madonna della Neve, restauro dell'organo di un anonimo del XVIII secolo.
- Lucinasco, chiesa di Santo Stefano e Sant'Antonino, restauro dell'organo Gaetano Cavalli del 1905.
- Taggia, oratorio della Santissima Trinità, restauro di organo Paolo Mentasti del 1877.
- Lavagnola, oratorio di San Dalmazzo, restauro di organo di un anonimo del XIX secolo.
- Borghetto Santo Spirito, chiesa di San Matteo, organo realizzato ex novo.
- Civezza, chiesa di San Marco Evangelista, restauro dell'organo Domenico Ciurlo nel 1786.
- Mentone, chiesa degli agostiniani, restauro dell'organo Aristide Cavaillé-Coll del XIX secolo.